# Sikosaari (ö i Norra Karelen, Pielisen Karjala, lat 63,40, long 30,15)
Sikosaari är en ö i Finland. Den ligger i sjön Pankajärvi och i kommunen Lieksa i den ekonomiska regionen  Pielinen-Karelen  och landskapet Norra Karelen, i den östra delen av landet, 400 km nordost om huvudstaden Helsingfors. Öns area är 2,5 hektar och dess största längd är 290 meter i sydöst-nordvästlig riktning.